# Cause toujours, mon lapin
Pour plus de détails, voir Fiche technique et Distribution.
Cause toujours, mon lapin est un film français réalisé par Guy Lefranc et sorti en 1961.

## Synopsis
Eddie, un ancien boxeur de profession, est accusé d'un meurtre et condamné. Alors qu’il purge sa peine, il va tenter de laver son honneur en découvrant qui est le véritable coupable derrière ce coup monté.

## Fiche technique
- Titre : Cause toujours mon lapin
- Réalisation : Guy Lefranc
- Scénario et dialogues : Roger Boussinot, Guy Lefranc, Gilles Morris-Dumoulin et Yvon Samuel, d'après le roman de Day Keene[1].
- Photographie : Jean-Louis Picavet
- Musique : Michel Legrand et Francis Lemarque
- Son : Raymond Gauguier
- Décors : Robert Clavel
- Montage : Claude Durand
- Pays de production :  France
- Genre : Film dramatique
- Durée : 91 minutes
- Date de sortie : France - 15 novembre 1961

## Distribution
- Eddie Constantine : Jackson
- Claudine Coster : Margaret
- François Chaumette : Simon Robert
- Marielle Gozzi : Olga
- Renée Cosima : Françoise
- Clément Harari
- Yvonne Dany
- Alain Nobis
- Patricia Karim
- André Weber
- Paul Bonifas
- Gabriel Cattand
- Lona Rita
- Pierre Mirat
- Christian Brocard
- Marie Albe
- Fulbert Janin
- Roger Vadim
- Fred Ulysse
- Fulbert Janin